# Afrobolivina
Afrobolivina es un género de foraminífero bentónico de la familia Bolivinidae, de la superfamilia Bolivinoidea, del suborden Buliminina y del orden Buliminida. Su especie tipo es Afrobolivina afra. Su rango cronoestratigráfico abarca desde el Campaniense hasta el Maastrichtiense (Cretácico superior).

## Discusión
Clasificaciones previas incluían Afrobolivina en el suborden Rotaliina del orden Rotaliida.

## Clasificación
Afrobolivina incluye a las siguientes especies:
- Afrobolivina afra †
- Afrobolivina africana †
- Afrobolivina bantu †